# Wiktor Stiepanow (zapaśnik)
Wiktor Stiepanow (ros. Виктор Степанов; ur. 16 lipca 1993) – rosyjski zapaśnik walczący w stylu wolnym. Brązowy medalista uniwersyteckich mistrzostw świata z 2016. Trzeci na ME juniorów w 2013 roku.